# Suite de composition
La notion de suite de composition est une notion de théorie des groupes. Elle permet, dans un sens qui sera précisé, de considérer un groupe comme « composé » de certains de ses sous-groupes. 

## Définitions
Soient G un groupe et e son élément neutre. On appelle suite de composition de G toute suite finie (G0, G1, …, Gr) de sous-groupes de G telle que
et que, pour tout i ∈ {0, 1, …, r – 1}, Gi+1 soit sous-groupe normal de Gi.
Les quotients Gi/Gi+1 sont appelés les quotients de la suite.
- Soient Σ1 = (G0, G1, …, Gr) et Σ2 = (H0, H1, …, Hs) deux suites de composition de G. On dit que
  - Σ2 est un raffinement[3] de Σ1, ou encore que Σ2 est plus fine[4] que Σ1, si Σ1 est extraite de Σ2, c'est-à-dire s'il existe des indices 0 = j(0) < j(1) … < j(r) = s tels que Gi = Hj(i) pour tout i ∈ {1, …, r – 1}.
  - Σ1 et Σ2 sont équivalentes[4],[5] si r = s et s'il existe une permutation σ de l'ensemble {0, 1, …, r – 1} telle que pour tout i dans cet ensemble, le quotient Gi/Gi+1 soit isomorphe au quotient Hσ(i)/Hσ(i)+1.
- Soit Σ = (G0, G1, …, Gr) une suite de composition de G. Les trois conditions suivantes sont équivalentes :
a) Σ est strictement décroissante et n'admet pas d'autre raffinement strictement décroissant qu'elle-même ;
b) les quotients de Σ sont tous des groupes simples ;
c) pour tout i ∈ [0, r – 1], Gi+1 est un sous-groupe distingué maximal[6] de Gi (c'est-à-dire un élément maximal, relativement à l'inclusion, de l'ensemble des sous-groupes propres distingués de Gi).
On appelle suite de Jordan-Hölder[7] une suite de composition possédant les propriétés équivalentes a) à c).

Remarque : les auteurs de langue anglaise appellent « composition series » ce qui est appelé ici suite de Jordan-Hölder.

## Quelques faits
- Pour tout groupe G, la suite (G, {e}) est une suite de composition. C'est une suite de Jordan-Hölder si et seulement si G est simple.
- S3 ⊃ A3 ⊃ {e} est une suite de Jordan-Hölder.
- Théorème de raffinement de Schreier : pour deux suites de composition d'un même groupe, il existe toujours un raffinement de la première et un raffinement de la seconde qui sont équivalents.
- On en déduit[9] que si un groupe admet une suite de Jordan-Hölder, toute suite de composition strictement décroissante de ce groupe admet un raffinement qui est une suite de Jordan-Hölder.
- Si un groupe résoluble G admet une suite de Jordan-Hölder, chaque groupe quotient de cette suite est à la fois simple et résoluble, donc est cyclique d'ordre premier, et G est donc fini. En particulier, un groupe abélien infini n'admet pas de suite de Jordan-Hölder.
- Tout groupe fini admet une suite de Jordan-Hölder[10].
- Théorème de Jordan-Hölder : deux suites de Jordan-Hölder d'un même groupe sont toujours équivalentes.

## Généralisation aux groupes à opérateurs
Soient G un groupe à opérateurs et e son élément neutre. On appelle suite de composition de G toute suite finie (G0, G1, …, Gr) de sous-groupes stables de G telle que
et que, pour tout i ∈ {0, 1, …, r – 1}, Gi+1 soit sous-groupe normal de Gi.
Les quotients Gi/Gi+1 sont appelés les quotients de la suite.
Une suite principale d'un groupe peut être considérée comme une suite de Jordan-Hölder d'un certain groupe à opérateurs.